# Go for It
Albums de Stiff Little Fingers
Nobody's Heroes
(1981) Now Then...
(1982)
Go for It (Allez-y) est le troisième album du groupe punk nord-irlandais Stiff Little Fingers, sorti en 1981.

## Historique
L'album sort en 1981,, soit le 7 mai,, soit le 17 avril 1981 selon le ssources. "Just Fade Away" et "Silver Lining" sont sortis en single.

## Réception critique
Trouser Press a écrit que « la voix de Jake Burns est plus douce et moins angoissée ; la musique, bien que non moins énergique ou engagée, est plus diversifiée et sophistiquée ».
GBV sur XSilence décerne la note de 18 sur 20. Il considère que le groupe « se révèle avec cette troisième réussite d'affilée être un petit maître du rock'n'roll, comme les aime : un succès populaire mais pas grand public, sans prétention mais sans concession ».

## Liste des pistes
Tous les morceaux sont composés par Fingers et Gordon Ogilvie ; sauf indication contraire.
1. "Roots, Radicals, Rockers and Reggae" (Bunny O'Riley, arranged by Fingers) – 3:59
2. "Just Fade Away" – 3:06
3. "Go for It" (Fingers) – 3:17
4. "The Only One" – 4:18
5. "Hits and Misses" (Jake Burns, Gordon Ogilvie) – 3:51
6. "Kicking Up a Racket" – 2:44
7. "Safe as Houses" – 5:29
8. "Gate 49" – 2:23
9. "Silver Lining" – 3:04
10. "Piccadilly Circus" – 4:43

Les morceaux suivants ont été inclus dans la réédition EMI en 2001 :
1. "Mr. Fire Coal Man" (Wailing Souls) – 4:45
2. "Doesn't Make it Alright" (live) (Dave Goldberg, Jerry Dammers, Mike Harrison) – 3:29
3. "Back to Front" – 3.00
4. "Jake Burns Interview with Alan Parker about Go for It" – 25:20

## Ventes
| Chart (1981)   | Peak position |
| -------------- | ------------- |
| United Kingdom | 14            |

| Song             | Singles Chart (1981) | Peak position |
| ---------------- | -------------------- | ------------- |
| "Just Fade Away" | United Kingdom       | 47            |
| "Silver Lining"  | United Kingdom       | 68            |

## Personnel

### Stiff Little Fingers
- Jake Burns – chant, guitare ; piano sur "Silver Lining"
- Jim Reilly - batterie
- Henry Cluney – guitare, chœurs
- Ali McMordie – guitare basse

avec:
- Stewart Blandamer - saxophone alto sur "Silver Lining"
- Tony Hughes - trompette sur "Silver Lining"
- Steve "Fixit" Farr - saxophone baryton sur "Silver Lining"

### Technique
- Doug Bennett - producteur, piano sur "Silver Lining"
- Bill Gill - ingénieur
- David Hamilton Smith - ingénieur
- Shaun Bradley – équipement
- Agence – cloche à vache
- John "Téflon" Simms – illustration de couverture
- Eugène Adebari – photographie